# Navas de Estena
Navas de Estena è un comune spagnolo di 265 abitanti situato nella comunità autonoma di Castiglia-La Mancia.